# スワンの涙 (曲)
「スワンの涙」（スワンのなみだ）は、1968年12月10日に日本ビクター（現・JVCケンウッド）の音楽レコード事業部のビクターレコードから発売されたオックスの楽曲である。

## 解説
- 作詞は橋本淳、作曲と編曲は筒美京平である。前作の売り上げが予想外にも伸び悩んだことを受けて、野口ヒデトのソロを中心に歌謡曲調の曲にした結果、25.6万枚の売り上げを記録し、オリコン7位のヒットとなった。間奏で野口ヒデトのセリフが入っている。
- B面は「オックス・クライ」（橋本淳 作詞、筒美京平 作曲・編曲）。ホーンを導入した曲で、ファンの歓声が入っている。

## 収録曲
両曲共に作詞:橋本淳／作曲・編曲:筒美京平
1. スワンの涙
2. オックス・クライ

## カバー
スワンの涙
- ジュディ・オング（1969年） - アルバム『粋なうわさ／橋本淳・筒美京平 ゴールデン・アルバム』収録。
- 奥村チヨ（1969年） - アルバム『あなたとチヨと…』収録。
- ジャッキー吉川とブルー・コメッツ（1971年） - アルバム『G.S.R.』収録。
- 江川ひろし（1974年） - アルバム『花嫁は泣いていた』収録。
- ダウン・タウン・ブギウギ・バンド（1976年） - アルバム『G.S.』収録。
- Mi-Ke（1991年） - 両A面シングル「好きさ好きさ好きさ」収録。元オックスの真木ひでとがセリフと歌で参加[1]。
- 近田春夫&ハルヲフォン（2008年） - アルバム『リメンバー・グループ・サウンズ』収録。
- 小曽根実トリオ（2009年） - アルバム『11PM 小曽根実トリオ〜ハモンド・オルガンの魅力』収録[2]。
- 桑田佳祐（2014年） - DVD・BD『昭和八十八年度! 第二回ひとり紅白歌合戦』収録。
- 南佳孝（2016年） - アルバム『ラジオな曲たち〜NIGHT&DAY〜』収録[3]。
- 吉幾三（2019年） - アルバム『 あの頃の青春を詩う vol.4 グループサウンズ編』収録[4]。

オックス・クライ
- LULU'S MARBLE（1997年） - アルバム『K.T.ゴールデン・リスペクターズ〜筒美京平グレーテスト・カヴァーズ』収録。